# إريك ويل
إريك ويل (بالألمانية: Erik Wille)‏ هو لاعب كرة قدم ألماني، ولد في 28 مارس 1993 في فرانكفورت في ألمانيا. لعب مع نادي دويسبورغ.

## وصلات خارجية
- إريك ويل على موقع قاعدة بيانات كرة القدم.إي يو (الإنجليزية)
- إريك ويل على موقع بيانات كرة القدم. دي إي (الألمانية)
- إريك ويل على موقع عالم كرة القدم.نت (الإنجليزية)
- إريك ويل على موقع AS.com (الإسبانية)